# San Floriano del Collio
San Floriano del Collio é uma comuna italiana da região do Friuli-Venezia Giulia, província de Gorizia, com cerca de 821 habitantes. Estende-se por uma área de 10 km², tendo uma densidade populacional de 82 hab/km². Faz fronteira com Capriva del Friuli, Cormons, Gorizia, Mossa.

## Demografia
| Variação demográfica do município entre 1861 e 2011                               |
|                                                                                   |
| Fonte: Istituto Nazionale di Statistica (ISTAT) - Elaboração gráfica da Wikipedia |